# I Need Your Love (Shaggy)
"I Need Your Love" is een nummer van Shaggy, Mohombi, Faydee en Costi. De originele versie is in het Arabisch gezongen, maar een jaar later werd de songtekst vertaald naar het Engels om meerdere landen dit nummer te promoten. Het nummer is geschreven door de Australische zanger Faydee en de Roemeense Costi Ionitã.

## Achtergrondinformatie
In mei 2015 behaalde "I Need Your Love" de 66e plek in de Billboard Hot 100. Hiermee werd het Shaggy's eerste top-100 hit na "Angel" in de Verenigde Staten.

## Hitnoteringen

### Nederlandse Top 40
| Hitnotering: 29-08-2015 t/m 16-01-2016 | Hitnotering: 29-08-2015 t/m 16-01-2016 | Hitnotering: 29-08-2015 t/m 16-01-2016 | Hitnotering: 29-08-2015 t/m 16-01-2016 | Hitnotering: 29-08-2015 t/m 16-01-2016 | Hitnotering: 29-08-2015 t/m 16-01-2016 | Hitnotering: 29-08-2015 t/m 16-01-2016 | Hitnotering: 29-08-2015 t/m 16-01-2016 | Hitnotering: 29-08-2015 t/m 16-01-2016 | Hitnotering: 29-08-2015 t/m 16-01-2016 | Hitnotering: 29-08-2015 t/m 16-01-2016 | Hitnotering: 29-08-2015 t/m 16-01-2016 |
| Week:                                  | 1                                      | 2                                      | 3                                      | 4                                      | 5                                      | 6                                      | 7                                      | 8                                      | 9                                      | 10                                     | 11                                     |
| -------------------------------------- | -------------------------------------- | -------------------------------------- | -------------------------------------- | -------------------------------------- | -------------------------------------- | -------------------------------------- | -------------------------------------- | -------------------------------------- | -------------------------------------- | -------------------------------------- | -------------------------------------- |
| Positie:                               | 24                                     | 16                                     | 14                                     | 10                                     | 9                                      | 9                                      | 8                                      | 11                                     | 12                                     | 15                                     | 17                                     |
| Week:                                  | 12                                     | 13                                     | 14                                     | 15                                     | 16                                     | 17                                     | 18                                     | 19                                     | 20                                     |                                        |                                        |
| Positie:                               | 17                                     | 17                                     | 19                                     | 22                                     | 23                                     | 24                                     | 25                                     | 27                                     | 35                                     | 40                                     | uit                                    |

### NederlandseSingle Top 100
| Hitnotering: 15-08-2015 t/m 23-01-2016 | Hitnotering: 15-08-2015 t/m 23-01-2016 | Hitnotering: 15-08-2015 t/m 23-01-2016 | Hitnotering: 15-08-2015 t/m 23-01-2016 | Hitnotering: 15-08-2015 t/m 23-01-2016 | Hitnotering: 15-08-2015 t/m 23-01-2016 | Hitnotering: 15-08-2015 t/m 23-01-2016 | Hitnotering: 15-08-2015 t/m 23-01-2016 | Hitnotering: 15-08-2015 t/m 23-01-2016 | Hitnotering: 15-08-2015 t/m 23-01-2016 | Hitnotering: 15-08-2015 t/m 23-01-2016 | Hitnotering: 15-08-2015 t/m 23-01-2016 | Hitnotering: 15-08-2015 t/m 23-01-2016 | Hitnotering: 15-08-2015 t/m 23-01-2016 | Hitnotering: 15-08-2015 t/m 23-01-2016 |
| Week:                                  | 1                                      | 2                                      | 3                                      | 4                                      | 5                                      | 6                                      | 7                                      | 8                                      | 9                                      | 10                                     | 11                                     | 12                                     | 13                                     |                                        |
| -------------------------------------- | -------------------------------------- | -------------------------------------- | -------------------------------------- | -------------------------------------- | -------------------------------------- | -------------------------------------- | -------------------------------------- | -------------------------------------- | -------------------------------------- | -------------------------------------- | -------------------------------------- | -------------------------------------- | -------------------------------------- | -------------------------------------- |
| Positie:                               | 94                                     | 53                                     | 36                                     | 22                                     | 18                                     | 10                                     | 11                                     | 11                                     | 10                                     | 14                                     | 16                                     | 23                                     | 24                                     |                                        |
| Week:                                  | 14                                     | 15                                     | 16                                     | 17                                     | 18                                     | 19                                     | 20                                     | 21                                     | 22                                     | 23                                     | 24                                     |                                        |                                        |                                        |
| Positie:                               | 28                                     | 39                                     | 39                                     | 45                                     | 49                                     | 63                                     | 78                                     | 97                                     | 80                                     | 82                                     | 97                                     | uit                                    |                                        |                                        |

### 3FM Mega Top 50
| Hitnotering: 29-08-2015 t/m 16-01-2016 | Hitnotering: 29-08-2015 t/m 16-01-2016 | Hitnotering: 29-08-2015 t/m 16-01-2016 | Hitnotering: 29-08-2015 t/m 16-01-2016 | Hitnotering: 29-08-2015 t/m 16-01-2016 | Hitnotering: 29-08-2015 t/m 16-01-2016 | Hitnotering: 29-08-2015 t/m 16-01-2016 | Hitnotering: 29-08-2015 t/m 16-01-2016 | Hitnotering: 29-08-2015 t/m 16-01-2016 | Hitnotering: 29-08-2015 t/m 16-01-2016 | Hitnotering: 29-08-2015 t/m 16-01-2016 | Hitnotering: 29-08-2015 t/m 16-01-2016 |
| Week:                                  | 1                                      | 2                                      | 3                                      | 4                                      | 5                                      | 6                                      | 7                                      | 8                                      | 9                                      | 10                                     | 11                                     |
| -------------------------------------- | -------------------------------------- | -------------------------------------- | -------------------------------------- | -------------------------------------- | -------------------------------------- | -------------------------------------- | -------------------------------------- | -------------------------------------- | -------------------------------------- | -------------------------------------- | -------------------------------------- |
| Positie:                               | 44                                     | 21                                     | 15                                     | 12                                     | 10                                     | 12                                     | 7                                      | 12                                     | 13                                     | 14                                     | 16                                     |
| Week:                                  | 12                                     | 13                                     | 14                                     | 15                                     | 16                                     | 17                                     | 18                                     | 19                                     | 20                                     | 21                                     |                                        |
| Positie:                               | 20                                     | 19                                     | 21                                     | 22                                     | 22                                     | 31                                     | 29                                     | 31                                     | 36                                     | 49                                     | uit                                    |